# خر بوریدان

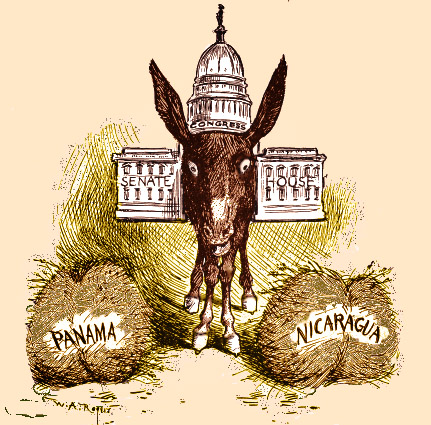
این کاریکاتور مربوط به سال ۱۹۰۰ میلادی است و کنگره آمریکا را نشان می‌دهد که برای ساختن کانال در پاناما یا نیکاراگوئه، چون خر ژان بوریدان مردد است.

موضوع خر بوریدان یکی از ناسازه‌ها (پارادوکس‌ها) است. موضوع مسئله این است که الاغی گرسنه را به فاصله مساوی از دو کپه یونجه در نظر می‌گیرند، برخی استدلال می‌کنند که الاغ مزبور به سبب ناتوانی اراده به عمل، خواهد مُرد. این مسئله را ژان بوریدان در فلسفه مدرسی مطرح کرده است که البته ابتدا ارسطو آن را به شکلی در نجوم مطرح کرده بود. همچنین به مضمون این مسئله، افلاطون، غزالی، ابن سینا، دانته و ... اشاره داشته‌اند.
ژان بوریدان گفته بود: «میل و اراده وقتی با امری که دارای دو شق است روبه رو می‌شود آن چیز را که عقل ارجح می‌داند انتخاب می‌کند. به عبارت دیگر انسان در مواجهه با دو خط مشی آن را اختیار می‌کند که به نظر او برای وی متضمن خیر برتر است. آدمی قادر است اختیار را معلق ساخته در غرض از عمل نظر و تأمل کند.» کم‌کم تمثیل خر ژان بوریدان که در مباحث مربوط به «انگیزهٔ عمل» به کار می‌رفت، بر سر زبان‌ها افتاد. (گرچه در آثار وی مستقیماً به آن اشاره نشده‌است)
مثال بالا اینگونه نیز روایت شده که خری شدت گرسنگی و تشنگی او به یک اندازه‌است و در فاصلهٔ مساوی از او یک سطل آب و مقداری جو قرار دارد، چون فاصلهٔ هر دو از او مساوی است و گرسنگی و تشنگی او به یک اندازه‌است، نخواهد توانست یکی را بر دیگری ترجیح دهد و سراَنجام از شدت گرسنگی و تشنگی خواهد مرد. با استفاده از این مسئله می‌گویند ترجیح بلامرجح محال است.

## خر ژان بوریدان و ترجیح بلا مُرجَّح
ژان بوریدان (۱۳۰۰–۱۳۵۸) فیلسوف تأثیرگذار فرانسوی و از متکلمان قرون وسطی است که در سده چهاردهم می‌زیست. از پیروان ویلیام اکام (ویلیام آکمی) به شمار می‌رفت. در دانشگاه پاریس درس می‌داد و در زمان خودش بزرگترین معلم فلسفه و منطق بود. کوشش‌هایی که در نظریه‌هایش تبلور یافت، علیهٔ فاصلهٔ فیزیک ارسطویی با نتایج تجربهٔ عملی بود.
ژان بوریدان نوشته‌های ارسطو و بطلمیوس را تفسیر و نقد کرده و نظریه انگیزه را شرح و بسط داده‌است. یکی از مشهورترین کارهایش در مورد دیالکتیک است و مطالعاتی هم در فیزیک و ستاره‌شناسی دارد.
جدا از ماجراهای عاشقانه اش با مارگارت دوبورگونی ملکه فرانسه، در مورد وی داستان‌های عجیب و غریب هم نقل کرده‌اند (با اینکه پادشاه فرانسه وی را در کیسه‌ای گذاشت و به رود سن انداخت اما او سر از دانشگاه وین درآورد)

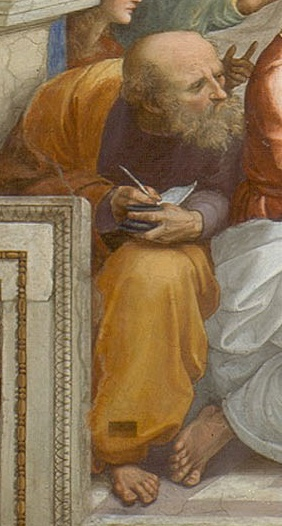
انکسیمندر، از شاگردان تالس

یکی از شاگردان تالس (انکسیمندر) می‌گفت که زمین آزاد در فضا شناور است. ارسطو این نظر را رد می‌کرد و می‌گفت چون زمین در مرکز عالم است، نمی‌تواند حرکت کند زیرا دلیلی ندارد که حرکت در یک جهت را بر حرکت در جهتی دیگر ترجیح دهد.
ارسطو می‌گفت اگر این نظر صحیح باشد (که نیست) پس، هرگاه فردی را وسط دایره‌ای بگذاریم و در نقاط مختلف محیط دایره خوراکی بچینیم (که همه هم خوشمزه و جذاب باشد)، آن فرد باید به سبب نداشتن دلیل برای برگزیدن یکی از خوراکیها به جای دیگری، سرانجام از گرسنگی بمیرد.
بعدها این برهان در فلسفه مدرسی هم تکرار شد. منتها نه در نجوم، بلکه در مورد اختیار.
در فلسفه مدرسی این برهان به صورت «خر بوریدان» در آمده است. خر بوریدان از میان دودسته علف که در چپ و راست او به فاصله مساوی قرار دارد نمی‌تواند یکی را برگزیند و می‌میرد.
ژان بوریدان گفته بود: میل و اراده وقتی با امری که دارای دو شق است روبه رو می‌شود آن چیز را که عقل ارجح می‌داند انتخاب می‌کند. به عبارت دیگر انسان در مواجهه با دو خط مشی آن را اختیار می‌کند که به نظر او برای وی متضمن خیر برتر است. آدمی قادر است اختیار را معلق ساخته در غرض از عمل نظر و تأمل کند.
بعد از بیان مسئله فوق توسط ژان بوریدان، شاگردانش از جمله مارسیلیوس فان اینگن آلبرت ساکسونیا و نیکل ارسم پرسش‌های زیادی را طرح نمودند که یکی از آنها این بود: آیا اگر خر بی عقل و گرسنه‌ای بین دو بسته مساوی یونجه قرار بگیرد چون دلیلی برای ترجیح هیچ‌کدام ندارد آنقدر مردد می‌ماند تا از گرسنگی بمیرد؟!
کم‌کم تمثیل خر ژان بوریدان که در مباحث مربوط به «انگیزهٔ عمل» به کار می‌رفت، بر سر زبان‌ها افتاد. (گرچه در آثار وی مستقیماً به آن اشاره نشده‌است)
موضوع مسئله این است که الاغی گرسنه را به فاصله مساوی از دو کپه یونجه در نظر می‌گیرند، برخی استدلال می‌کنند که الاغ مزبور به سبب ناتوانی اراده به عمل، خواهد مُرد.
مثال بالا اینگونه نیز روایت شده که خری شدت گرسنگی و تشنگی او به یک اندازه‌است و در فاصلهٔ مساوی از او یک سطل آب و مقداری جو قرار دارد، چون فاصلهٔ هر دو از او مساوی است و گرسنگی و تشنگی او به یک اندازه‌است، نخواهد توانست یکی را بر دیگری ترجیح دهد و سراَنجام از شدت گرسنگی و تشنگی خواهد مرد. با استفاده از این مسئله می‌گویند ترجیح بلامرجح مُحال است. ترجیح بلا مرجح یعنی ترجیح یک گزینه از بین چند گزینه که هیچ تفاوتی نداشته باشند.
این تنها یکی از حالت‌های کلاسیک و جواب فلسفی به پرسش «چه کنم، چه کنم» و «کدام، این یا آن؟» است. همه ما در زندگی خودمان این حالت را تجربه کرده‌ایم.
به مضمون تمثیل خر ژان بوریدان افلاطون، ارسطو، غزالی، ابن سینا و دانته... اشاره داشته‌اند و آن را (به اشتباه) به «ژان بوریدان»، فیلسوف فرانسویِ قرن چهاردهم نسبت می‌دهند.
در سال ۱۹۰۰ میلادی در روزنامه نیویورک نیویورک هرالد در رابطه با ساختن کانال در کشور پاناما (یا کشور نیکاراگوئه) کاریکاتوری با اشاره به داستان خر ژان بوریدان درج شد. خری بین دو کپه یونجه ایستاده بود که در فاصله مساوی با او بودند. روی یکی نوشته شده بود: پاناما، و روی دیگری نوشته شده بود: نیکاراگوئه
کافکا در آثار خودش عدد دو را (که نشانه‌ای از دوراهی، تصمیم دشوار و کشمکش درونی بین دو عامل در ذهن او است) زیاد بکار برده‌است. فقط کافکا نیست که زندگی‌اش به نوعی خر ژان بوریدان را تداعی می‌کند. مرگ و زندگی صادق هدایت نیز که دائم با دوراهی و دوگانگی‌های روزگار درگیر بوده، آن را بیاد می‌آورَد. ما بارِگران دوگانه‌های او را بر گُرده خرِ ژان بوریدان می‌بینیم.

## خر ژان بوریدان در آثار اندیشمندان
در آثار افلاطون
رد پای انسان، مسئله جبر و اختیار و مضمون داستان خر ژان بوریدان موجود است.
ارسطو در کتاب «در آسمان»، شخصی را مثال می‌زند که به یک اندازه تشنه و گرسنه‌است و آب و غذا در فاصله مساوی با او گذاشته شده اما گیج شده و نمی‌داند اول به کدام سمت برود.
دانته نیز در کتاب کمدی الهی (بهشت، آغاز منظومهٔ چهارم)، به این موضوع اشاره می‌کند.
اسپینوزا در کتاب اخلاق (بخش دوم، شرح و تفسیر گزاره ۴۹) به مضمون تمثیل ژان بوریدان توجه می‌دهد.
گوتفرید لایبنیتس تمثیل ژان بوریدان را با تأکید روی اراده انسان، نقد کرده‌است.
کارل مارکس در کتاب هژدهم برومر ناپلئون بناپارت گوشه‌ای به مثال خر ژان بوریدان زده‌است: «نه خری که میان دو دسته علف گیر کرده باشد و نداند کدام لذیذتر است، بلکه حالت خری که میان دو چماق مانده و می‌خواهد بداند کدام یک از آن دو دردناک‌تر است.»
آلبرت اینشتین به ریاضیات و فیزیک هر دو علاقه داشت. در شرح حال خودش گفته که برای این که مثل خر ژان بوریدان پادرهوا نمانم و سرگردان نشوم، از سبک سنگین کردن مسئله دست برداشتم و بالاخره فیزیک را انتخاب کردم.
آیزایا برلین در آثار خویش از جمله کتاب چهار مقاله درباره آزادی به داستان خر ژان بوریدان اشاره کرده‌است.
فردریک کاپلستون نیز در کتاب تاریخ فلسفه از آن سخن گفته‌است.
نیکلای چرنیشفسکی در نامه‌ای که برای خانواده اش می‌نویسد اشاره به انسانی می‌کند که بین دو انتخاب گیر کرده و نمی‌داند چه کند. از اینجا رانده و از آنجا مانده‌است. چرنیشفسکی بعد از شرح داستان به مثال خر ژان بوریدان گریز می‌زند.
مایکل کلارک در کتاب Paradoxes from A to Z ضمن اشاره به چیستان‌هایی که از زمان زنون تا گالیله و لوییس کرول تا برتراند راسل پیش رو ذهن بشر بوده، به داستان خر ژان بوریدان نیز اشاره نموده است.
داگوبرت رونز در کتاب فرهنگ فلسفهٴ (نیویورک ۱۹۴۲، ص ۴۲) نه به ژان بوریدان، به خر ژان بوریدان پرداخته است.
روانشناس لهستانی کورت لوین (۱۹۴۷–۱۸۹۰) (واضع نظریه میدانی در روانشناسی)، در یکی از نوشته‌هایش پس از اشاره به داستان خر ژان بوریدان می‌گوید:
این نوع درگیری ناپایدار است. وقتی که فرد، به دلیل عوامل اتفاقی، نقطه تعادل را ترک گفته، به طرف یکی از ناحیه – هدفها حرکت می‌کند، نیرویی که متوجه این ناحیه می‌شود افزایش می‌یابد، در نتیجه او با دور شدن از نقطهٔ تعادل به نزدیک شدن به ناحیه- هدف ادامه می‌دهد. این موضوع از فرضیه‌ای گرفته شده که می‌گوید نیروی کشش به سوی ناحیه – هدف بتدریج که فاصله شخص با هدف کم می‌شود افزایش می‌یابد.
یکی از درسهایی که از داستان خر ژان بوریدان می‌گیریم این است: دودلی و تردید دائمی با شک مقدس که راه به یقین می‌برَد، از بنیاد متفاوت است. جبرها واقعی است اما اختیار انسان واقعی تر است. باید انتخاب کنیم و تصمیم بگیریم. بی تصمیمی و دو به شک بودن، راه عمل را می‌بندد. بی تصمیمی خودش یک نوع تصمیم نیست.
اریش کستنر نویسنده آلمانی و خالق نمایشنامه «مدرسه دیکتاتورها»، در کتاب «آزادی کوچک» die kleine freiheit به طنز گفته است: تصمیم نگرفتن هم در واقع یک جور تصمیم است.
عمل زمانی صورت می‌گیرد که برآیند تضادها و تعارضات درونی به روی یکی از عناصر بچرخد. خر ژان بوریدان وقتی میان دو امر متضاد قرار گرفت، چون نتوانست بر تضادها چیره شود، از عمل باز ماند و جان سپرد.